# Masrab
Masrab (arab. مسرب) – wieś w Syrii, w muhafazie Aleppo, w dystrykcie Ajn al-Arab. W 2004 roku liczyła 84 mieszkańców.